# コーカサス神話
コーカサス神話（英語: Caucasian mythology）、カフカス神話（ロシア語: Кавказская мифология）は、コーカサス地方の諸民族の神話・伝承を指す。
以下を含む。
- 北コーカサス
  - ナルト叙事詩
  - オセット神話（オセチア神話）（英語版）
  - ヴァイナフ神話（英語版） - チェチェン、イングーシの神話を含む
- 南コーカサス
  - ジョージア神話（グルジア神話）（英語版）
  - アルメニア神話